# Будда Самантабхадра
Будда Самантабхадра (санскр. Samantabhadra, тиб. kun tu bzang po — Кунту Зангпо, букв. «Всеблагой») — будда Дхармакайи, будда измерения пустотной природы ума (санскр. — шуньята).
В тибетской школе Ньингма Изначального Будду именуют «Самантабхадрой» (не путать Изначального Будду Самантабхадру с Бодхисаттвой Самантабхадрой).
Имя «Самантабхадра» переводится как «Благородный во всём», «Всегда Прекрасный», «Всеблагой». Его тело иконографически изображается как тело тёмно-синего цвета, этот цвет символизирует «безграничность пространства природы ума».
Самантабхадра изображается как в одиночной форме, так и в союзе (Яб-Юм (тиб.), «юганаддха» (санскр.)) с супругой. Её белый цвет символизирует изначальную чистоту измерения пустотной природы ума. Их союз есть единство всего в недвойственности, это также символ неразрывного единства блаженства и пустоты.
В отличие от Ваджрадхары, тантрической персонификации Дхармакаи, Самантабхадра и его супруга изображаются обнажёнными и без украшений. Это символизирует свободу изначальной природы реальности от каких-либо «одеяний» (речь идёт об очищенности ума от концепций и атрибутов).
Самантабхадри — «Всеблагая», санскр. (тиб. kun tu bzang mo — Кунту Зангмо, «Всеблагая»), супруга Самантабхадры, символизирует пустотность (шуньяту). Пустотность — это не значит небытие. Под пустотностью в буддизме понимается, что «все дхармы лишены самости» (Дхаммапада, 279), все явления взаимообусловлены и взаимосвязаны, и каждое из них не имеет независимого существования (санскр. — свабхава). Эта пустотность за пределами концепций, вне формы и цвета. О ней говорят, что она изначально чиста и свободна от умопостроений.
В тибетском тексте «Бардо Тодол» есть следующие описание измерения Ади-Будды (Будды Изначального):
«Перед тобой сияет Ясный Свет дхарматы, узнай его. О, Сын благородного семейства, теперь у твоего сознания нет формы, нет цвета, нет содержания, и оно проявляется как чистая пустота. Это пустота Самантабхадри. Твоё сознание пусто — это не абсолютная пустота, но пустота свободная, ясная, чистая и живая. Это состояние сознания и есть Будда Самантабхадра. Они — сознание собственной пустой и лишённой сущности природы, сознание ясное и сияющее — неразделимы. Это Дхармакая Будды».